# Andrena gunaca
Andrena gunaca är en biart som beskrevs av Warncke 1975. Andrena gunaca ingår i släktet sandbin, och familjen grävbin. Inga underarter finns listade i Catalogue of Life.